# Laranja internacional
Laranja internacional é uma cor utilizada pela indústria aeroespacial para diferenciar objetos dos seus arredores. Foi escolhida especialmente por seu alto contraste a tons azuis, o que facilita a percepção de objetos no céu.

## Utilização
- É frequentemente usada por companhias aéreas para pintura de aviões.
- É usada na pintura de torres de transmissão, como a Torre de Tóquio

## Variações do laranja internacional
| Nome                                                     | Aparência |
| -------------------------------------------------------- | --------- |
| Laranja internacional (aeroespacial) Código HTML #FF4F00 |           |
| Laranja internacional (engenharia) Código HTML #BA160C   |           |